# Diglossa glauca
A Diglossa glauca a madarak osztályának verébalakúak (Passeriformes) rendjébe és a tangarafélék (Thraupidae) családjába tartozó faj.

## Rendszerezése
A fajt Philip Lutley Sclater és Osbert Salvin írták le 1876-ban. Sorolták a Diglossopis nembe Diglossopis glauca néven is.

## Alfajai
- Diglossa glauca glauca P. L. Sclater & Salvin, 1876
- Diglossa glauca tyrianthina Hellmayr, 1930[2]

## Előfordulása
Az Andok hegységben, Bolívia, Ecuador, Kolumbia és Peru területén honos. Természetes élőhelyei a szubtrópusi és trópusi hegyi esőerdők. Állandó, nem vonuló faj.

## Megjelenése
Testhossza 12 centiméter.

## Természetvédelmi helyzete
Az elterjedési területe nagyon nagy, egyedszáma viszont csökken, de még nem éri el a kritikus szintet. A Természetvédelmi Világszövetség Vörös listáján nem fenyegetett fajként szerepel.